# IC 298
IC 298 — галактика типу RK1 () у сузір'ї Кит.
Цей об'єкт міститься в оригінальній редакції індексного каталогу.